# Ревелиоти, Валентин Евгеньевич
Ревелиоти Валентин Евгеньевич (род. 23 ноября 1978, Одесса) — украинский художник, маринист.

## Биография
Валентин Евгеньевич Ревелиоти родился 23 ноября 1978 года в Одессе. Получил образование в Одесском художественном училище им. М. Б. Грекова. Его отец Ревелиоти Евгений Феодосиевич является одним из основателей Союза маринистов. В 2000 году на международной художественной выставке «Марина- 2000» (крупнейшей на постсоветском пространстве) Валентин Ревелиоти получил Гран-При. С этого времени он — постоянный участник наиболее известных художественных мероприятий в Москве в Центральном доме художника, Манеже и Крокус-Сити. В 2009 году в издательстве «Белый город» в серии «Мастера искусств» вышла книга «Ревелиоти». Издательство единственный раз отошло от своей редакционной политики и не указало на обложке имени художника, что для современных художников никогда ни до, ни после не допускалось. Книгу написали в соавторстве Михаил Ширвиндт, Ирина Диденчук и Эммануил Виторган. Художник Ревелиоти — яркий последователь Южно-Русской художественной школы в XXI веке. Южно-Русская школа живописи дала миру такие имена, как Айвазовский, Репин, Врубель, Кандинский, Бродский и другие. Художника Ревелиоти роднит с этими именами отточеная техника и сложная колористика. Творческий стиль художника можно определить как «романтический реализм».
- украинская выставка (1997, Киев)
- Международная выставка"Марина" (2000, Одесса), получил Гран-При.
- Персональные выставки в Центральном Доме Художника (2006—2013) Москва)
- Московский Международный салон ЦДХ (2007—2013)
- Арт-манеж (2008—2011, Москва)
- Art Miami 2012
- Art Monaco 2013
- Art Miami 2013
- ArtExpo New York 2014
- Великая Южно-Русская школа (продолжение…),2014, Москва

## Работы
Работы находятся в частных коллекциях стран Европы: России, Украины, Греции, Израиля, Великобритании, а также в ЮАР.
В 2009 году издательством «Белый город» в серии «Мастера искусств» был выпущен альбом «Ревелиоти». Авторами этой книги являются Михаил Ширвиндт (телеведущий и продюсер), Эммануил Виторган (народный артист России) и Ирина Диденчук.
В 2015 году издательство «Белый город» выпустило книгу «Валентин Ревелиоти. Избранное»